# Beffroi de Saint-Pourçain-sur-Sioule
Le beffroi de Saint-Pourçain-sur-Sioule est un beffroi situé à Saint-Pourçain-sur-Sioule, en France.

## Localisation
Le beffroi est situé sur la commune de Saint-Pourçain-sur-Sioule, dans le département français de l'Allier.

## Historique
L'édifice est inscrit au titre des monuments historiques en 1986.